# Danh sách Chủ tịch Ủy ban nhân dân tỉnh Việt Nam nhiệm kỳ 2011–2016
Dưới đây là danh sách Chủ tịch Ủy ban nhân dân các tỉnh và thành phố trực thuộc trung ương của Việt Nam nhiệm kì 2011-2016. Tất cả đều là Đảng viên Đảng Cộng sản Việt Nam.

## Danh sách
- Trong mục ghi chú là chức vụ trong Đảng tại thời điểm đắc cử.
- tái đắc cử từ nhiệm kì trước (2004-2011)
- tái đắc cử nhiệm kì sau (2016-2021)
- tái đắc cử từ nhiệm kì trước và tái đắc cử nhiệm kì sau

| Tỉnh/TP           | Họ và tên                | Năm sinh  | Quê quán          | Nhiệm kì                | Ghi chú                             |
| ----------------- | ------------------------ | --------- | ----------------- | ----------------------- | ----------------------------------- |
| TP Hà Nội         | Nguyễn Thế Thảo          | 1952      | Bắc Ninh          | 29/8/2007 - 4/12/2015   | Ủy viên Trung ương Đảng             |
| TP Hà Nội         | Nguyễn Đức Chung         | 1967      | Phú Thọ           | 4/12/2015 - 25/9/2020   |                                     |
| TP Hồ Chí Minh    | Lê Hoàng Quân            | 1953      | Bình Dương        | 13/7/2006 - 11/12/2015  | Ủy viên Trung ương Đảng             |
| TP Hồ Chí Minh    | Nguyễn Thành Phong       | 1962      | Bến Tre           | 11/12/2015 - nay        | Ủy viên Trung ương Đảng             |
| TP Hải Phòng      | Dương Anh Điền           | 1955      | Hải Phòng         | 9/12/2010 - 8/12/2014   | 9/2016 bị kỉ luật Cảnh cáo          |
| TP Hải Phòng      | Lê Văn Thành             | 1962      | Hải Phòng         | 8/12/2014 - 29/6/2016   | [ 1 ]                               |
| TP Đà Nẵng        | Trần Văn Minh            | 1955      | Đà Nẵng           | 19/7/2006 - 10/8/2011   |                                     |
| TP Đà Nẵng        | Văn Hữu Chiến            | 1954      | Quảng Nam         | 3/10/2011 - 26/1/2015   |                                     |
| TP Đà Nẵng        | Huỳnh Đức Thơ            | 1962      | Đà Nẵng           | 26/1/2015 - 9/12/2020   |                                     |
| TP Cần Thơ        | Nguyễn Thanh Sơn         | 1957      | Kiên Giang        | 14/4/2011 - 8/2/2014    |                                     |
| TP Cần Thơ        | Lê Hùng Dũng             | 1957      | Bạc Liêu          | 8/2/2014 - 12/11/2015   |                                     |
| TP Cần Thơ        | Võ Thành Thống           | 1963      | Sóc Trăng         | 12/11/2015 - 21/5/2019  |                                     |
| An Giang          | Vương Bình Thạnh         | 1959      | An Giang          | 10/6/2011 - 1/4/2019    |                                     |
| Bà Rịa - Vũng Tàu | Trần Minh Sanh           | 1956-2019 | Bà Rịa - Vũng Tàu | 2004 - 17/6/2014        | bị đột quỵ 7/11/2013                |
| Bà Rịa - Vũng Tàu | Nguyễn Văn Trình         | 1959      | Bà Rịa - Vũng Tàu | 17/6/2014 - 31/7/2019   |                                     |
| Bạc Liêu          | Phạm Hoàng Bê            | 1955-2014 | Bạc Liêu          | 20/6/2011 - 30/4/2014   | qua đời 30/4/2014 vì ung thư máu    |
| Bạc Liêu          | Lê Minh Khái             | 1964      | Bạc Liêu          | 9/6/2014 - 10/12/2015   |                                     |
| Bạc Liêu          | Dương Thành Trung        | 1961      | Bạc Liêu          | 10/12/2015 - 23/11/2020 |                                     |
| Bắc Giang         | Bùi Văn Hải              | 1960      | Bắc Giang         | 8/12/2010 - 27/4/2015   |                                     |
| Bắc Giang         | Nguyễn Văn Linh          | 1959      | Bắc Giang         | 27/4/2015 - 26/10/2019  |                                     |
| Bắc Kạn           | Hoàng Ngọc Đường         | 1954      | Bắc Kạn           | 27/8/2010 - 2014        | [ 5 ]                               |
| Bắc Kạn           | Lý Thái Hải              | 1960      | Cao Bằng          | 25/4/2014 - 1/10/2020   |                                     |
| Bắc Ninh          | Nguyễn Nhân Chiến        | 1960      | Bắc Ninh          | 14/4/2011 - 24/4/2015   | [ 6 ] [ 7 ]                         |
| Bắc Ninh          | Nguyễn Tử Quỳnh          | 1959      | Bắc Ninh          | 24/4/2015 - 22/10/2019  | [ 7 ]                               |
| Bến Tre           | Nguyễn Văn Hiếu          | 1959      | Bến Tre           | 2/12/2010 - 26/7/2013   |                                     |
| Bến Tre           | Võ Thành Hạo             | 1959      | Bến Tre           | 26/7/2013 - 22/5/2015   |                                     |
| Bến Tre           | Cao Văn Trọng            | 1961      | Bến Tre           | 22/5/2015 - 31/10/2020  |                                     |
| Bình Dương        | Lê Thanh Cung            | 1954      | Bình Dương        | 4/1/2011 - 30/12/2014   |                                     |
| Bình Dương        | Trần Văn Nam             | 1963      | Bình Dương        | 30/12/2014 - 10/12/2015 |                                     |
| Bình Dương        | Trần Thanh Liêm          | 1962      | Bình Dương        | 10/12/2015 - 2/10/2020  |                                     |
| Bình Định         | Lê Hữu Lộc               | 1954      | Bình Định         | 9/12/2010 - 21/11/2014  | [ 8 ] [ 9 ]                         |
| Bình Định         | Hồ Quốc Dũng             | 1966      | Bình Định         | 21/11/2014 - 6/12/2020  | [ 9 ]                               |
| Bình Phước        | Trương Tấn Thiệu         | 1955-2018 | Quảng Bình        | 19/12/2007 - 4/2/2013   | bị thôi chức                        |
| Bình Phước        | Nguyễn Văn Trăm          | 1959      | Bình Dương        | 5/4/2013 - 1/12/2019    |                                     |
| Bình Thuận        | Lê Tiến Phương           | 1957      | Bình Thuận        | 2/12/2010 - 11/12/2015  | [ 12 ] [ 13 ]                       |
| Bình Thuận        | Nguyễn Ngọc Hai          | 1962      | Bình Thuận        | 11/12/2015 - 18/1/2021  | [ 13 ]                              |
| Cà Mau            | Phạm Thành Tươi          |           |                   | 7/12/2010 - 30/6/2015   | [ 14 ] [ 15 ]                       |
| Cà Mau            | Nguyễn Tiến Hải          | 1965      | Cà Mau            | 30/6/2015 - 3/9/2020    | [ 15 ]                              |
| Cao Bằng          | Nguyễn Hoàng Anh         | 1963      | Hải Phòng         | 17/6/2010 - 27/5/2015   |                                     |
| Cao Bằng          | Hoàng Xuân Ánh           | 1964      | Cao Bằng          | 27/5/2015 - nay         |                                     |
| Đắk Lắk           | Lữ Ngọc Cư               | 1955      | Quảng Ngãi        | 2/2006 - 5/10/2012      | bị thôi giữ chức                    |
| Đắk Lắk           | Y Dhăm Ênuôl (điều hành) | 1958      | Đắk Lắk           | 5/10/2012 - 6/2/2013    | [ 16 ]                              |
| Đắk Lắk           | Hoàng Trọng Hải          | 1954      | Bình Định         | 6/2/2013 - 30/9/2014    | [ 17 ]                              |
| Đắk Lắk           | Y Dhăm Ênuôl (phụ trách) | 1958      | Đắk Lắk           | 1/10/2014 - 10/2/2015   | [ 18 ]                              |
| Đắk Lắk           | Phạm Ngọc Nghị           | 1965      | Quảng Ngãi        | 10/2/2015 - nay         | [ 18 ]                              |
| Đắk Nông          | Lê Diễn                  | 1960      | Bình Định         | 25/12/2009 - 10/12/2015 | [ 19 ]                              |
| Đắk Nông          | Nguyễn Bốn               | 1962      | Quảng Nam         | 10/12/2015 - 12/11/2020 |                                     |
| Điện Biên         | Mùa A Sơn                | 1964      | Điện Biên         | 8/12/2010 - nay         |                                     |
| Đồng Nai          | Đinh Quốc Thái           | 1959      | Bến Tre           | 10/6/2011 - 30/8/2019   |                                     |
| Đồng Tháp         | Lê Minh Hoan             | 1961      | Đồng Tháp         | 19/11/2010 - 3/7/2014   | [ 20 ]                              |
| Đồng Tháp         | Nguyễn Văn Dương         | 1961      | Đồng Tháp         | 3/7/2014 - 8/12/2020    |                                     |
| Gia Lai           | Phạm Thế Dũng            | 1955      | Bình Định         | 2004 - 15/7/2015        | 11/2017 bị kỉ luật Cảnh cáo         |
| Gia Lai           | Võ Ngọc Thành            | 1963      | Bình Định         | 7/9/2015 - nay          |                                     |
| Hà Giang          | Đàm Văn Bông             | 1956      | Hà Giang          | 15/11/2010 - 10/12/2015 | [ 24 ] [ 25 ]                       |
| Hà Giang          | Nguyễn Văn Sơn           | 1964      | Hà Giang          | 10/12/2015 - nay        | 12/2019 bị kỉ luật Khiển trách      |
| Hà Nam            | Mai Tiến Dũng            | 1959      | Hà Nam            | 10/2010 - 20/11/2014    |                                     |
| Hà Nam            | Nguyễn Xuân Đông         | 1961      | Hà Nam            | 20/11/2014 - nay        |                                     |
| Hà Tĩnh           | Võ Kim Cự                | 1957      | Hà Tĩnh           | 30/7/2010 - 8/5/2015    | bị xóa tư cách nguyên Chủ tịch tỉnh |
| Hà Tĩnh           | Lê Đình Sơn              | 1960      | Hà Tĩnh           | 8/5/2015 - 21/4/2016    | [ 29 ]                              |
| Hà Tĩnh           | Đặng Quốc Khánh          | 1976      | Hà Tĩnh           | 21/4/2016 - 15/7/2019   |                                     |
| Hải Dương         | Nguyễn Mạnh Hiển         | 1960      | Hải Dương         | 19/4/2011 - 9/12/2015   |                                     |
| Hải Dương         | Nguyễn Dương Thái        | 1962      | Thái Bình         | 9/12/2015 - nay         |                                     |
| Hậu Giang         | Trần Công Chánh          | 1959      | Hậu Giang         | 8/12/2010 - 2/12/2015   | 12/2016 bị kỉ luật Khiển trách      |
| Hậu Giang         | Lữ Văn Hùng              | 1963      | Hậu Giang         | 2/12/2015 - 17/4/2018   |                                     |
| Hòa Bình          | Bùi Văn Tỉnh             | 1958      | Hòa Bình          | 12/2005 - 15/4/2014     |                                     |
| Hòa Bình          | Nguyễn Văn Quang         | 1959      | Hòa Bình          | 15/4/2014 - 17/7/2019   |                                     |
| Hưng Yên          | Nguyễn Văn Thông         | 1956      | Hưng Yên          | 7/2010 - 23/7/2013      |                                     |
| Hưng Yên          | Doãn Thế Cường           | 1958      | Hưng Yên          | 31/7/2013 - 10/12/2015  |                                     |
| Hưng Yên          | Nguyễn Văn Phóng         | 1960      | Hưng Yên          | 10/12/2015 - 30/11/2020 |                                     |
| Khánh Hòa         | Nguyễn Chiến Thắng       | 1955      | Khánh Hòa         | 11/12/2010 - 26/10/2015 | 12/2019 bị xóa tư cách Chủ tịch     |
| Khánh Hòa         | Lê Đức Vinh              | 1965      | Khánh Hòa         | 26/10/2015 - 13/12/2019 | 12/2019 bị cách chức                |
| Kiên Giang        | Lê Văn Thi               | 1957      | Kiên Giang        | 21/6/2011 - 28/10/2015  |                                     |
| Kiên Giang        | Phạm Vũ Hồng             | 1961      | Kiên Giang        | 28/10/2015 - 7/7/2020   |                                     |
| Kon Tum           | Nguyễn Văn Hùng          | 1964      | Quảng Nam         | 14/12/2010 - 23/4/2015  |                                     |
| Kon Tum           | Đào Xuân Quí             | 1958      | Phú Yên           | 23/4/2015 - 10/6/2016   | 6/2016 xin nghỉ hưu sớm             |
| Lai Châu          | Nguyễn Khắc Chử          | 1958      | Thái Bình         | 17/5/2010 - 18/5/2015   | [ 34 ]                              |
| Lai Châu          | Đỗ Ngọc An               | 1963      | Hà Nội            | 18/5/2015 - 28/2/2019   |                                     |
| Lạng Sơn          | Vy Văn Thành             | 1956      | Lạng Sơn          | 12/2007 - 22/4/2016     |                                     |
| Lạng Sơn          | Phạm Ngọc Thưởng         | 1968      | Lạng Sơn          | 22/4/2016 - 17/7/2020   |                                     |
| Lào Cai           | Nguyễn Văn Vịnh          | 1960      | Yên Bái           | 6/2010 - 11/12/2013     | [ 35 ]                              |
| Lào Cai           | Doãn Văn Hưởng           | 1956      | Hà Nội            | 11/12/2013 - 10/12/2015 |                                     |
| Lào Cai           | Đặng Xuân Phong          | 1972      | Vĩnh Phúc         | 10/12/2015 - 9/11/2020  |                                     |
| Lâm Đồng          | Huỳnh Đức Hòa            | 1954      | Đà Nẵng           | 2004 - 30/8/2011        | [ 36 ]                              |
| Lâm Đồng          | Nguyễn Xuân Tiến         | 1958      | Thừa Thiên Huế    | 30/8/2011 - 17/11/2014  | Ủy viên Trung ương Đảng             |
| Lâm Đồng          | Đoàn Văn Việt            | 1963      | Quảng Ngãi        | 17/11/2014 - 18/11/2020 |                                     |
| Long An           | Đỗ Hữu Lâm               | 1958      | Long An           | 21/6/2011 - 17/6/2016   | [ 37 ]                              |
| Nam Định          | Nguyễn Văn Tuấn          | 1954      | Nam Định          | 27/10/2009 - 23/6/2014  | [ 38 ] [ 39 ]                       |
| Nam Định          | Đoàn Hồng Phong          | 1963      | Nam Định          | 23/6/2014 - 28/10/2015  | [ 39 ]                              |
| Nam Định          | Phạm Đình Nghị           | 1965      | Nam Định          | 28/10/2015 - nay        |                                     |
| Nghệ An           | Hồ Đức Phớc              | 1963      | Nghệ An           | 8/12/2010 - 15/5/2013   | [ 40 ]                              |
| Nghệ An           | Nguyễn Xuân Đường        | 1958      | Nghệ An           | 15/5/2013 - 1/10/2018   |                                     |
| Ninh Bình         | Bùi Văn Thắng            |           |                   | - 21/10/2014            | 10/2010 bị kỉ luật Khiển trách      |
| Ninh Bình         | Đinh Văn Điến            | 1961      | Ninh Bình         | 21/10/2014 - 9/12/2020  |                                     |
| Ninh Thuận        | Nguyễn Đức Thanh         | 1962      | Hà Tĩnh           | 21/6/2011 - 30/5/2014   | [ 42 ]                              |
| Ninh Thuận        | Lưu Xuân Vĩnh            | 1961      | Ninh Thuận        | 30/5/2014 - 16/11/2020  |                                     |
| Phú Thọ           | Hoàng Dân Mạc            | 1958      | Phú Thọ           | 1/12/2010 - 5/4/2013    |                                     |
| Phú Thọ           | Chu Ngọc Anh             | 1965      | Hà Nội            | 25/4/2013 - 14/9/2015   | Ủy viên dự khuyết Trung ương Đảng   |
| Phú Thọ           | Bùi Minh Châu            | 1961      | Phú Thọ           | 3/11/2015 - 27/3/2019   |                                     |
| Phú Yên           | Phạm Đình Cự             | 1956      | Phú Yên           | 11/1/2010 - 19/11/2015  |                                     |
| Phú Yên           | Hoàng Văn Trà            | 1964      | Nghệ An           | 19/11/2015 - 8/8/2018   |                                     |
| Quảng Bình        | Nguyễn Hữu Hoài          | 1958      | Quảng Bình        | 6/1/2010 - 6/12/2018    |                                     |
| Quảng Nam         | Lê Phước Thanh           | 1956      | Quảng Nam         | 9/12/2010 - 6/4/2015    |                                     |
| Quảng Nam         | Đinh Văn Thu             | 1959      | Quảng Nam         | 6/4/2015 - 31/10/2019   |                                     |
| Quảng Ngãi        | Cao Khoa                 | 1954      | Quảng Ngãi        | 20/6/2011 - 30/4/2014   | [ 42 ] [ 43 ]                       |
| Quảng Ngãi        | Lê Quang Thích (quyền)   | 1958      | Quảng Ngãi        | 1/5/2014 - 22/7/2014    | [ 44 ]                              |
| Quảng Ngãi        | Lê Viết Chữ              | 1963      | Quảng Ngãi        | 22/7/2014 - 15/9/2015   | [ 43 ]                              |
| Quảng Ngãi        | Trần Ngọc Căng           | 1960      | Quảng Ngãi        | 15/9/2015 - 30/6/2020   |                                     |
| Quảng Ninh        | Nguyễn Văn Đọc           | 1959      | Hải Phòng         | 31/8/2010 - 1/4/2015    |                                     |
| Quảng Ninh        | Nguyễn Đức Long          | 1959      | Quảng Ninh        | 20/4/2015 - 1/5/2019    |                                     |
| Quảng Trị         | Nguyễn Đức Cường         |           |                   | 6/2009 - 2014           | [ 45 ]                              |
| Quảng Trị         | Nguyễn Đức Chính         | 1959      | Quảng Trị         | 17/11/2014 - 1/2/2020   |                                     |
| Sóc Trăng         | Nguyễn Trung Hiếu        | 1959      | Sóc Trăng         | 10/12/2010 - 25/6/2016  |                                     |
| Sơn La            | Cầm Ngọc Minh            | 1959      | Sơn La            | 7/7/2011 - 1/3/2019     |                                     |
| Tây Ninh          | Nguyễn Thị Thu Thủy      | 1957      | Tây Ninh          | 29/10/2010 - 6/11/2015  |                                     |
| Tây Ninh          | Phạm Văn Tân             | 1960      | Tây Ninh          | 6/11/2015 - 31/7/2020   |                                     |
| Thái Bình         | Phạm Văn Sinh            | 1958      | Thái Bình         | 1/2011 - 2/2015         |                                     |
| Thái Bình         | Nguyễn Hồng Diên         | 1965      | Thái Bình         | 10/3/2015 - 30/7/2018   |                                     |
| Thái Nguyên       | Dương Ngọc Long          | 1957      | Bắc Giang         | 22/6/2011 - 10/12/2015  |                                     |
| Thái Nguyên       | Vũ Hồng Bắc              | 1961      | Thái Bình         | 10/12/2015 - 10/12/2020 |                                     |
| Thanh Hóa         | Trịnh Văn Chiến          | 1960      | Thanh Hóa         | 6/12/2010 - 30/12/2014  |                                     |
| Thanh Hóa         | Nguyễn Đình Xứng         | 1962      | Thanh Hóa         | 30/12/2014 - 6/12/2020  |                                     |
| Thừa Thiên Huế    | Nguyễn Văn Cao           | 1958      | Thừa Thiên Huế    | 20/4/2010 - 4/6/2018    |                                     |
| Tiền Giang        | Nguyễn Văn Khang         | 1956      | Tiền Giang        | 5/10/2010 - 11/12/2015  |                                     |
| Tiền Giang        | Lê Văn Hưởng             | 1962      | Tiền Giang        | 11/12/2015 - 11/12/2020 |                                     |
| Trà Vinh          | Trần Khiêu               | 1954      | Trà Vinh          | 21/6/2011 - 10/7/2013   |                                     |
| Trà Vinh          | Đồng Văn Lâm             | 1961      | Thanh Hóa         | 4/1/2014 - 5/11/2020    |                                     |
| Tuyên Quang       | Chẩu Văn Lâm             | 1967      | Tuyên Quang       | 21/6/2011 - 14/5/2015   |                                     |
| Tuyên Quang       | Phạm Minh Huấn           | 1960      | Hà Nội            | 14/5/2015 - 1/8/2020    |                                     |
| Vĩnh Long         | Nguyễn Văn Diệp          |           |                   | 1/2011 - 1/10/2014      |                                     |
| Vĩnh Long         | Trần Văn Rón             | 1961      | Vĩnh Long         | 1/10/2014 - 16/6/2015   |                                     |
| Vĩnh Long         | Nguyễn Văn Quang         | 1959      | Đồng Tháp         | 16/6/2015 - 30/6/2019   |                                     |
| Vĩnh Phúc         | Phùng Quang Hùng         | 1955      | Vĩnh Phúc         | 1/12/2010 - 31/5/2015   | 12/2017 bị kỉ luật Cảnh cáo         |
| Vĩnh Phúc         | Nguyễn Văn Trì           | 1962      | Vĩnh Phúc         | 28/9/2015 - 30/10/2020  |                                     |
| Yên Bái           | Phạm Duy Cường           | 1958-2016 | Hà Nội            | 20/6/2011 - 20/4/2015   | 18/8/2016 bị bắn chết               |
| Yên Bái           | Phạm Thị Thanh Trà       | 1964      | Nghệ An           | 20/4/2015 - 8/2/2017    |                                     |